# Ichneumon oblitus
Ichneumon oblitus là một loài tò vò trong họ Ichneumonidae.